# Bertrana planada
Bertrana planada Levi, 1989 è un ragno appartenente alla famiglia Araneidae.

## Etimologia
Il nome proprio della specie deriva dalla località colombiana di La Planada, a 7 Km a sud di Chocones

## Distribuzione
La specie è stata reperita in Colombia e in Ecuador: l'olotipo e il paratipo sono stati rinvenuti a 7 Km a sud di Chocones, (Dipartimento di Nariño, Colombia); altri esemplari nel Cantone di Baños, (Provincia del Tungurahua, Ecuador)

## Tassonomia
Al 2012 non sono note sottospecie e dal 1989 non sono stati esaminati nuovi esemplari.